# 下村成二郎
下村成二郎（しもむら せいじろう、1962年9月13日 - ）は、日本の歌手。山口県出身。血液型A型。

## 略歴
- 1984年 - オーディションを経てBLIZARDに最後に加入。
- 1985年 - SEIJIRO BANDを結成。寺沢功一や小野塚晃（DIMENSION)が参加。
- 1989年 - BLIZARDを脱退。ソロ活動に転身する。
- 1993年 - シングル「そこにいないあなた」でポリドールよりソロデビュー。

翌年アルバム「バラードをもう一度」をリリース。
以降、プロデュース業に転向。
- 2000年 - 芸能事務所「アーク・ライツ」を設立。
- 2008年 - 宮城県仙台市に活動拠点を移動。

数多くのチャリティーイベントへの参加ほか川崎病支援研究所東北支部長、
専門学校でのプライベートカウンセラー等を行なう。
- 2010年 - 音楽制作会社「(株)エス・トレイン」設立。

仙台のミュージシャンと『爆撃王（バクゲキング）』を結成、LIVE活動を再開。
- 2012年 - 元Gusty BomsのベーシストHIRO(池田鷹浩）と

和を基調としたジャンルフリーのユニット『LION CODE』を結成。
楽曲制作、レコーディングを開始。
- 2013年 - 「DELIGHT NEW YORK」のマネージメントによりLION CODE始動。

LIVE活動を本格的にスタートさせる。
主要メンバーは下村、池田のほかにヘヴィメタル三味線の第一人者山影匡瑠、キーボードの田村麻実、
ツインギターの齋藤亮と池田健児、和太鼓の小玉尚弘。
ドラムは固定メンバー化はされておらず。主にPONこと山口昌人や山口皓嗣、HIMAWARIがサポートする。
- 2014年1月 -iTunes StoreよりLION CODEの楽曲3曲の有料配信スタート。

日本も含め実質的な全世界デビューとなる。
- 2014年8月 -LION CODE初の全国ツアーを名古屋よりスタートさせる。

大型ロックイベントへの参加となった大阪公演では大トリを務めた。
出演時間が23時近くになったにもかかわらず、詰めかけた観客の殆どが帰ることなく残り、
一体となって代表曲SASUKEを合唱。顔見世公演は大盛況で幕を閉じた。
以降も主戦場である目黒鹿鳴館から引き続き全国ツアーを続ける。
- 2015年春頃のLION CODEの日本国内CDデビューに向け楽曲作りをスタート(予定)
- 2024年あの震災から13年、LION CODEのギタリスト「KAGEROW」と共に 『CODExo13』を結成！

## ディスコグラフィー

### アルバム
|            | 発売日        | タイトル           | 規格品番   |
| ポリドール | ポリドール    | ポリドール         | ポリドール |
| ---------- | ------------- | ------------------ | ---------- |
| 1st        | 1994年1月26日 | バラードをもう一度 | POCH-1321  |

## タイアップ
| 使用年 | 曲名               | タイアップ                                       |
| ------ | ------------------ | ------------------------------------------------ |
| 1993年 | そこにいないあなた | テレビ東京系『TVチャンピオン』エンディングテーマ |